# Vila dos Cabanos

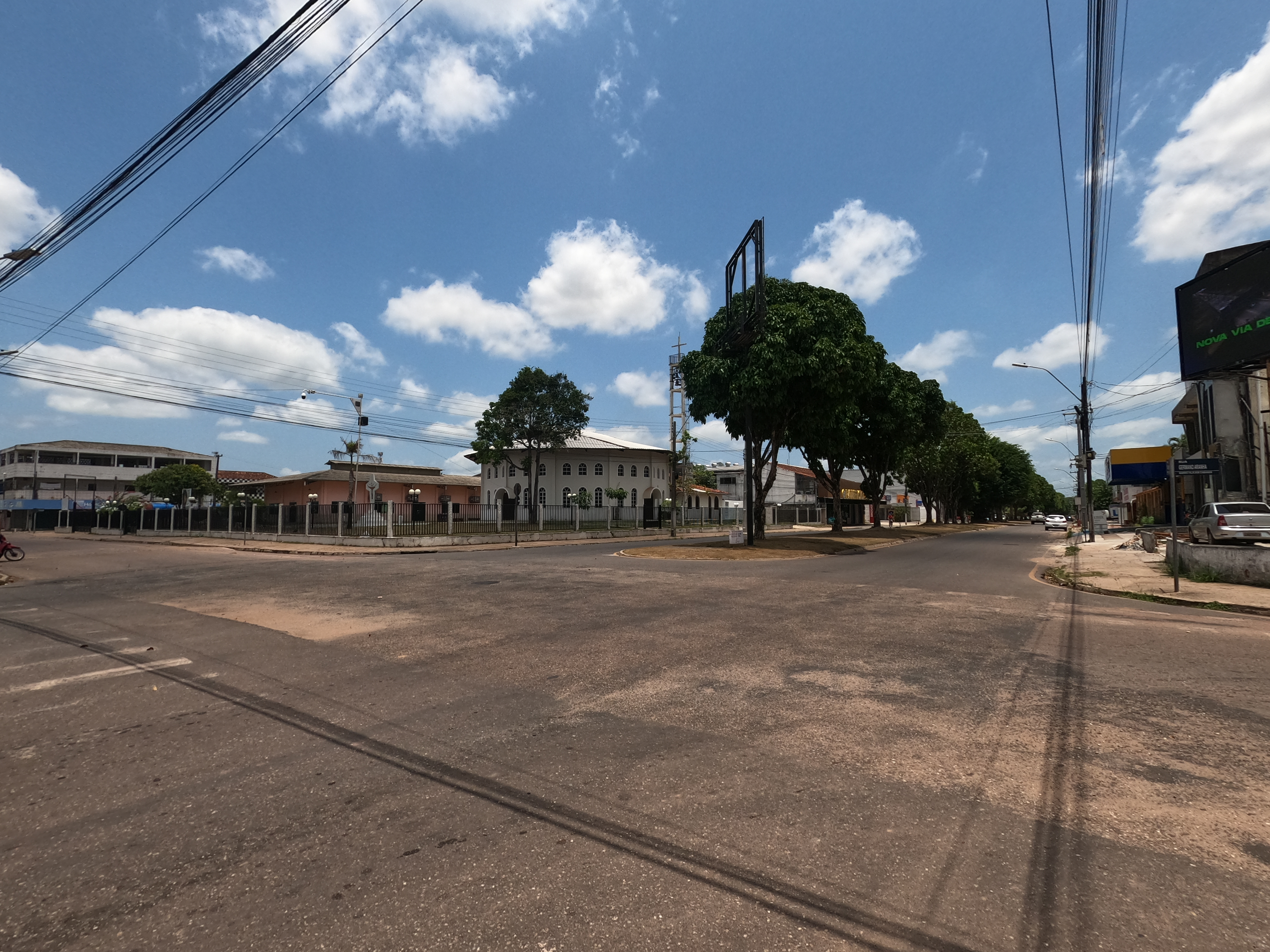
Vila dos Cabanos

Vila dos Cabanos est un district de la municipalité de Barcarena, dans l'État du Pará.
Il a été créé, à l'origine, pour abriter les fonctionnaires et les familles qui travaillaient pour l'Alumínio Brasileiro (ALBRAS) et l'Alumina do Norte do Brasil (ALUNORTE).